# Cantó de Fruges
El cantó de Fruges és un cantó francès del departament del Pas de Calais, situat al districte de Montreuil. Té 25 municipis i el cap és Fruges.

## Municipis
- Ambricourt
- Avondance
- Canlers
- Coupelle-Neuve
- Coupelle-Vieille
- Crépy
- Créquy
- Embry
- Fressin
- Fruges
- Hézecques
- Lebiez
- Lugy
- Matringhem
- Mencas
- Planques
- Radinghem
- Rimboval
- Royon
- Ruisseauville
- Sains-lès-Fressin
- Senlis
- Torcy
- Verchin
- Vincly

## Història
| Data d'elecció                           | Identitat                | Partit           | Qualitat |
| ---------------------------------------- | ------------------------ | ---------------- | -------- |
| 1945-1958                                | M. Bailleux              | SFIO             |          |
| 1958-1981                                | Baudouin de Hauteclocque | CNI, després UDF |          |
| 1982-1988                                | Gilbert Courtin          | RPR              |          |
| 1988-2001                                | Eugène Rolland           | PS               |          |
| 2001-                                    | Jean-Marie Lubret        | Divers droite    |          |
| les dades anteriors no són pas conegudes |                          |                  |          |
|                                          |                          |                  |          |

## Demografia
| A partir de 1990: Població sense dobles comptes |